# Sirmium
Koordinaten: 44° 59′ N, 19° 37′ O

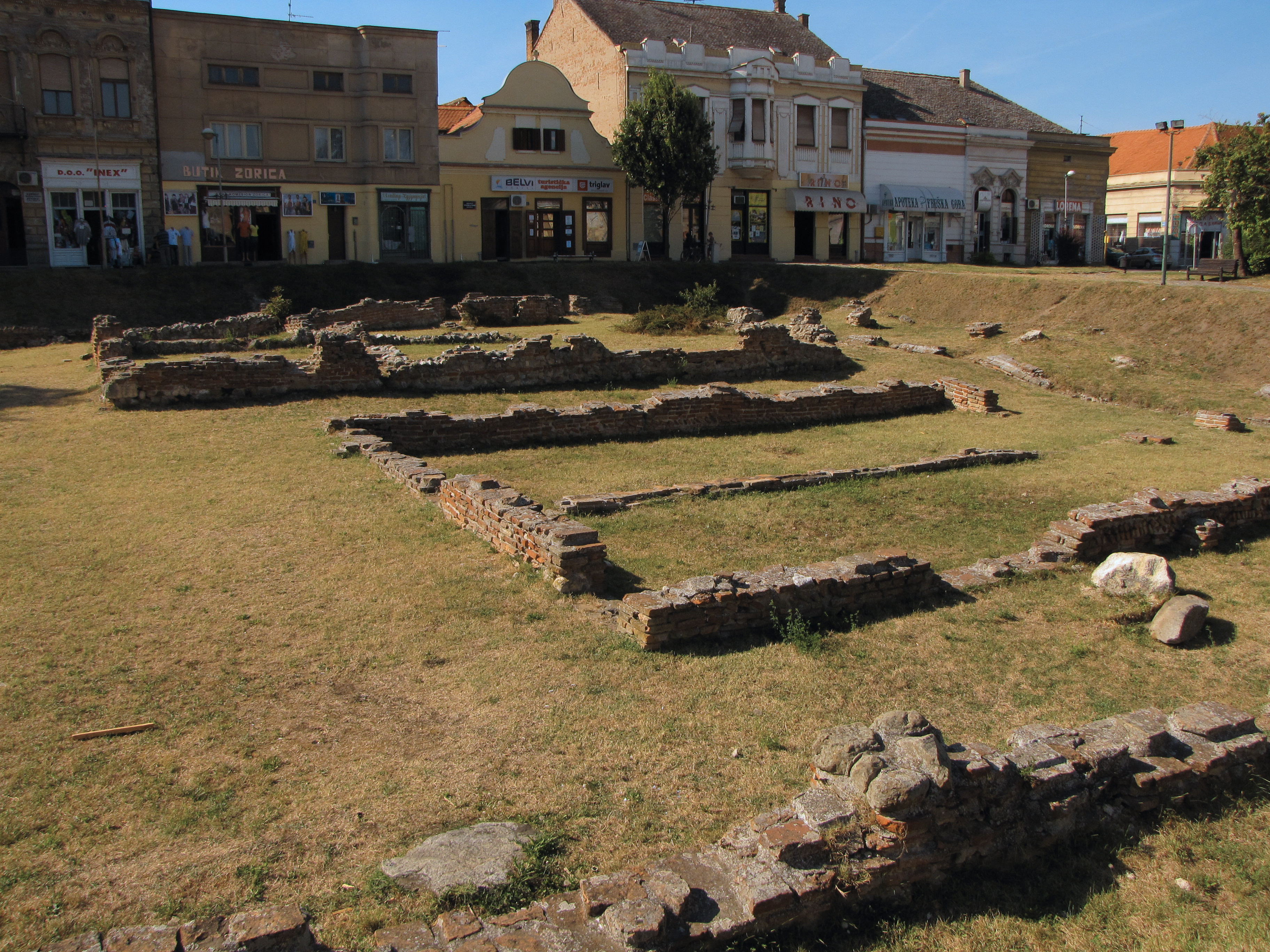
Ergrabene Baureste im Stadtbereich.

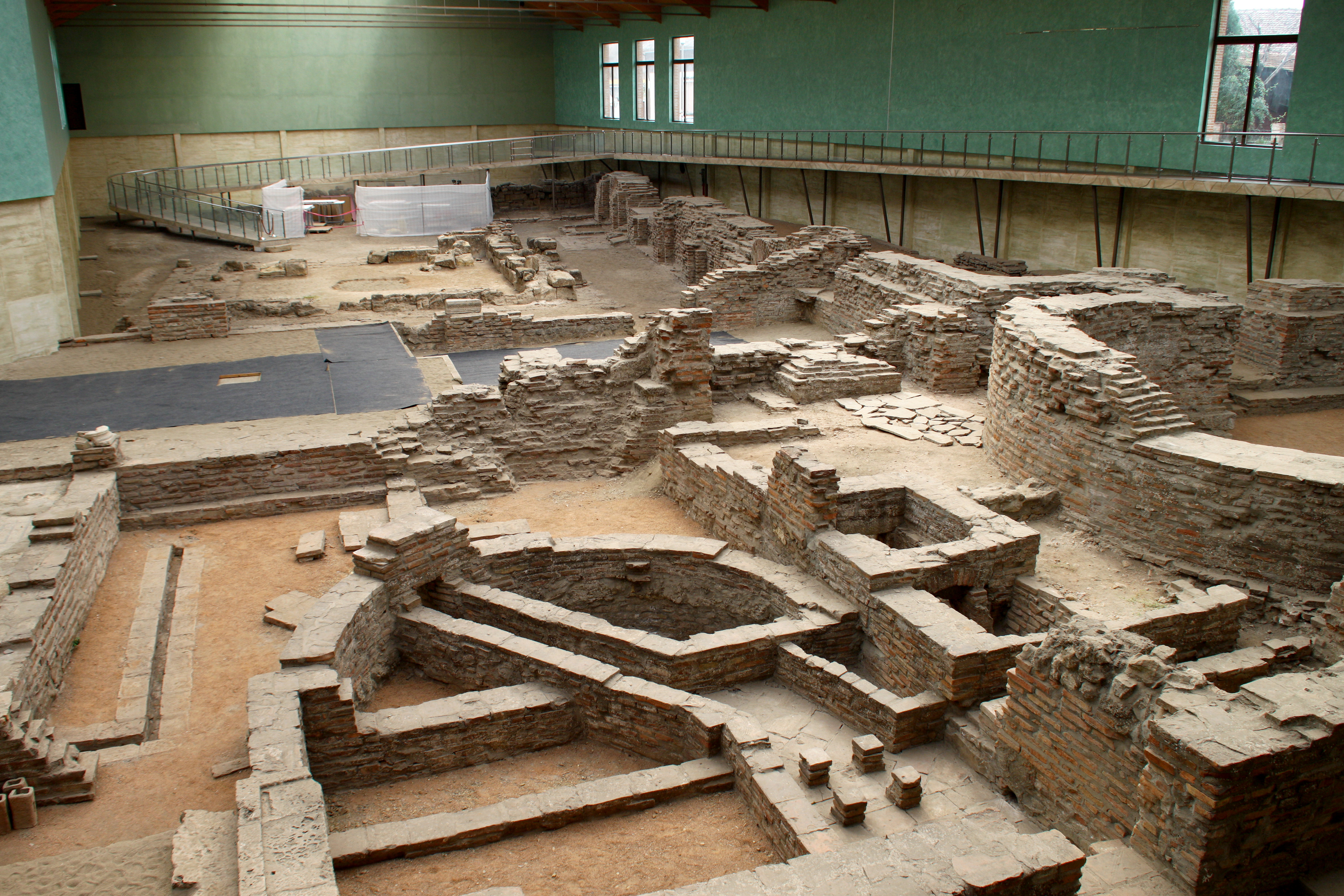
Kaiserpalast von Sirmium

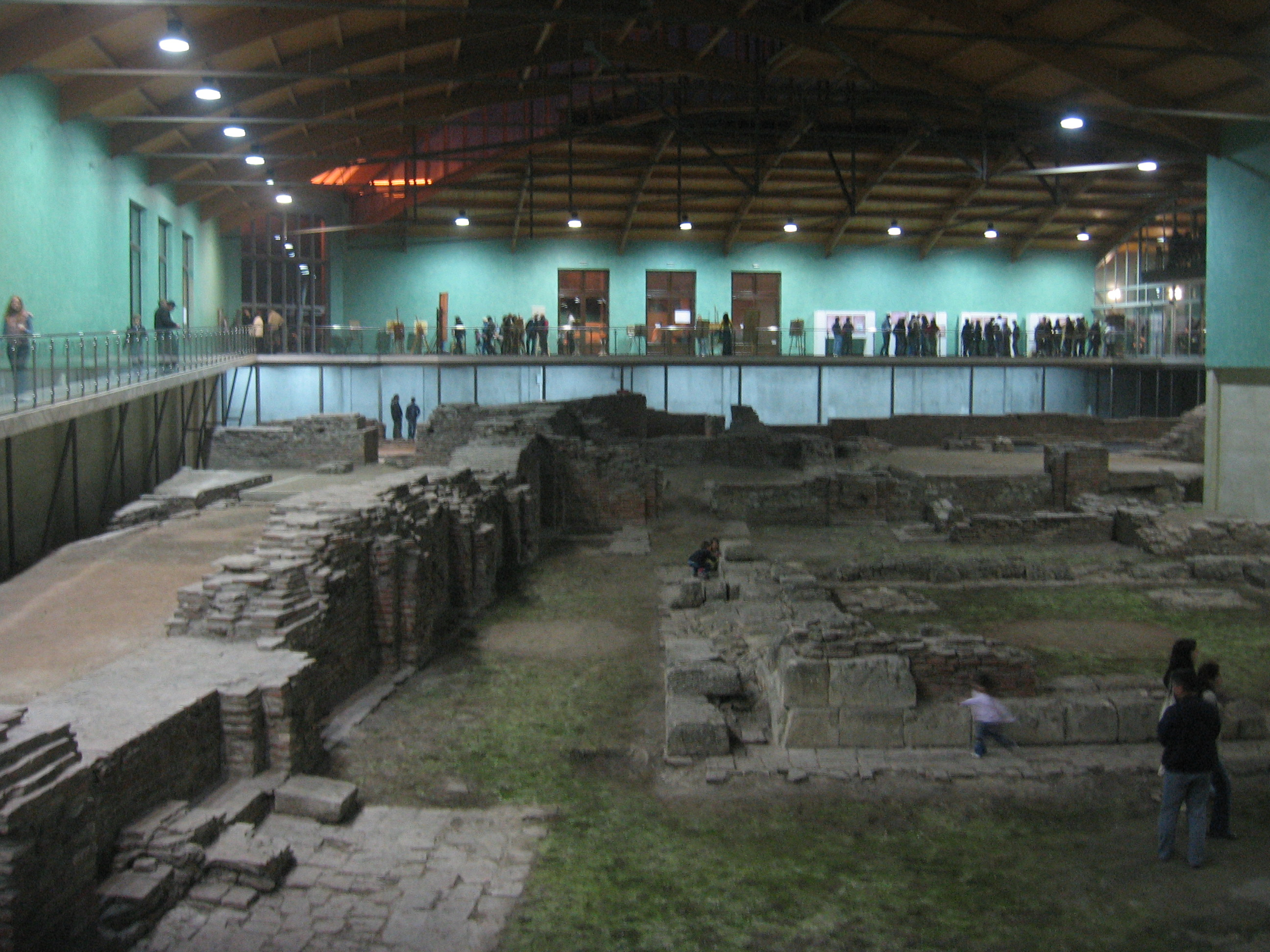
Kaiserpalast von Sirmium.

Sirmium (altgriechisch Σίρμιον Sirmion) war eine wichtige Stadt auf der Balkanhalbinsel. Sie war Hauptstadt der römischen Provinzen Pannonia inferior, später Pannonia secunda, Zentrum der Präfektur Illyricum und Sitz der Bischöfe von Sirmium. Die historische Landschaft Syrmien zwischen Save und Danuvius (Donau) wurde nach dieser antiken Stadt benannt. Die Fundstätte liegt innerhalb der heutigen Stadt Sremska Mitrovica, die zur serbischen Vojvodina gehört.

## Entwicklung

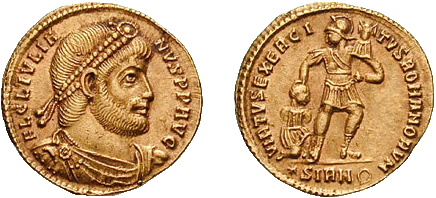
Solidus Kaiser Julian, 361, Sirmium

Sirmium war eine keltische, später illyrische Siedlung.
Sie wurde nach dem Pannonischen Aufstand ungefähr im Jahre 14 n. Chr. von den Römern erobert und gehörte zu der Provinz Pannonia. Die Stadt entwickelte sich während der römischen Herrschaft zu einem wichtigen Verkehrsknotenpunkt und Wirtschaftszentrum. Auch die geographische günstige Lage der Stadt verhalf ihr bald zu großer Bedeutung. Sie lag am linken Ufer der Save und etwa 70 km von Singidunum (Belgrad) entfernt. Von Italien aus konnte man über Sirmium rasch nach Singidunum und in die östlichen Provinzen des Reiches gelangen, da über die Save der wichtigste Verkehrsweg zwischen Ost und West, die Donau, gut zu erreichen war. Das südlich der Donau gelegene Dalmatien war von dort aus ebenfalls bequem zu bereisen. Unter den Flaviern erhielt Sirmium den Status einer colonia und dadurch den Namen Colonia Flavia Sirmium.
Nach der Teilung der Provinz Pannonien unter Kaiser Trajan war Sirmium ab 103 die Hauptstadt des östlichen Teils, Pannonia inferior. Kaiser Mark Aurel bezog hier während der Markomannenkriege eines seiner Hauptquartiere.
In der Krisenzeit der Soldatenkaiser (3. Jahrhundert) spielte Sirmium ebenfalls eine wichtige Rolle, da einige Usurpationen von hier aus ihren Anfang nahmen. Einige Kaiser waren in ihrer Umgebung aufgewachsen, stammten aus der Stadt selbst oder schlugen hier vorübergehend ihre Residenz auf:
- Decius (249–251),
- Aurelian (270–275),
- Probus (276–282),
- Maximian (285–305).

Ein Herrscher verbrachte sogar den Großteil seines Lebens in Sirmium, Claudius II. Gothicus. Im Jahre 236 war die Stadt Ausgangspunkt des Feldzuges von Kaiser Maximinus Thrax gegen die Sarmaten. Sie wurde 296 Hauptstadt der neu geschaffenen Provinz Pannonia secunda. Während der Regierungszeit der Kaiser Diokletian, Galerius, Licinius und Konstantin war Sirmium kaiserliche Residenz und galt damals als eine der vier Hauptstädte des römischen Reiches.
Seit 304 sind Bischöfe von Sirmium bekannt. Im Kaiserpalast fanden auch die vier Synoden von Sirmium (351–359) statt.

## Mittelalter
Sirmium lag an der Grenze zwischen Ostrom und Westrom. Nach den Römern wechselten die Herren der strategisch wichtigen Stadt mehrmals; 441 oder 442 wurde sie von den Hunnen erobert. Ab 504 beherrschten die Ostgoten Sirmium. Nach dem Ende der gotischen Herrschaft stand es unter Kontrolle der Gepiden und war deren Hauptstadt. Nach der Zerschlagung des Gepidenreiches im Jahre 567 durch die Langobarden fiel Sirmium an das oströmische Reich, das hierdurch am Vorabend des Langobardeneinfalls in Italien seine größte Ausdehnung erreichte. 582 eroberten die Awaren Sirmium. Die Stadt wurde 870 von Papst Hadrian II. zum Sitz des Erzbischofs von Pannonien und Großmähren gemacht. Der tatsächliche Bischofssitz war allerdings Mosapurc im Plattensee-Fürstentum, da Sirmium zu dieser Zeit dem Großbulgarischen Reich angehörte. 1020 eroberten die Byzantiner die Stadt zurück, die mit einigen Unterbrechungen bis zum ausgehenden 12. Jahrhundert byzantinisch blieb. Seit 1180 kam Syrmien unter ungarische Herrschaft, wobei sich der serbische Einfluss in der Region in der Folgezeit verstärkt (vgl. speziell das Ausgreifen serbischer Herrschaft im 13. sowie im 14. Jahrhundert, außerdem die Informationen zur Nachfolgestadt Sremska Mitrovica). Während der osmanischen Herrschaft (seit 1526) verlor die Stadt an Bedeutung.

## Archäologische Erforschung

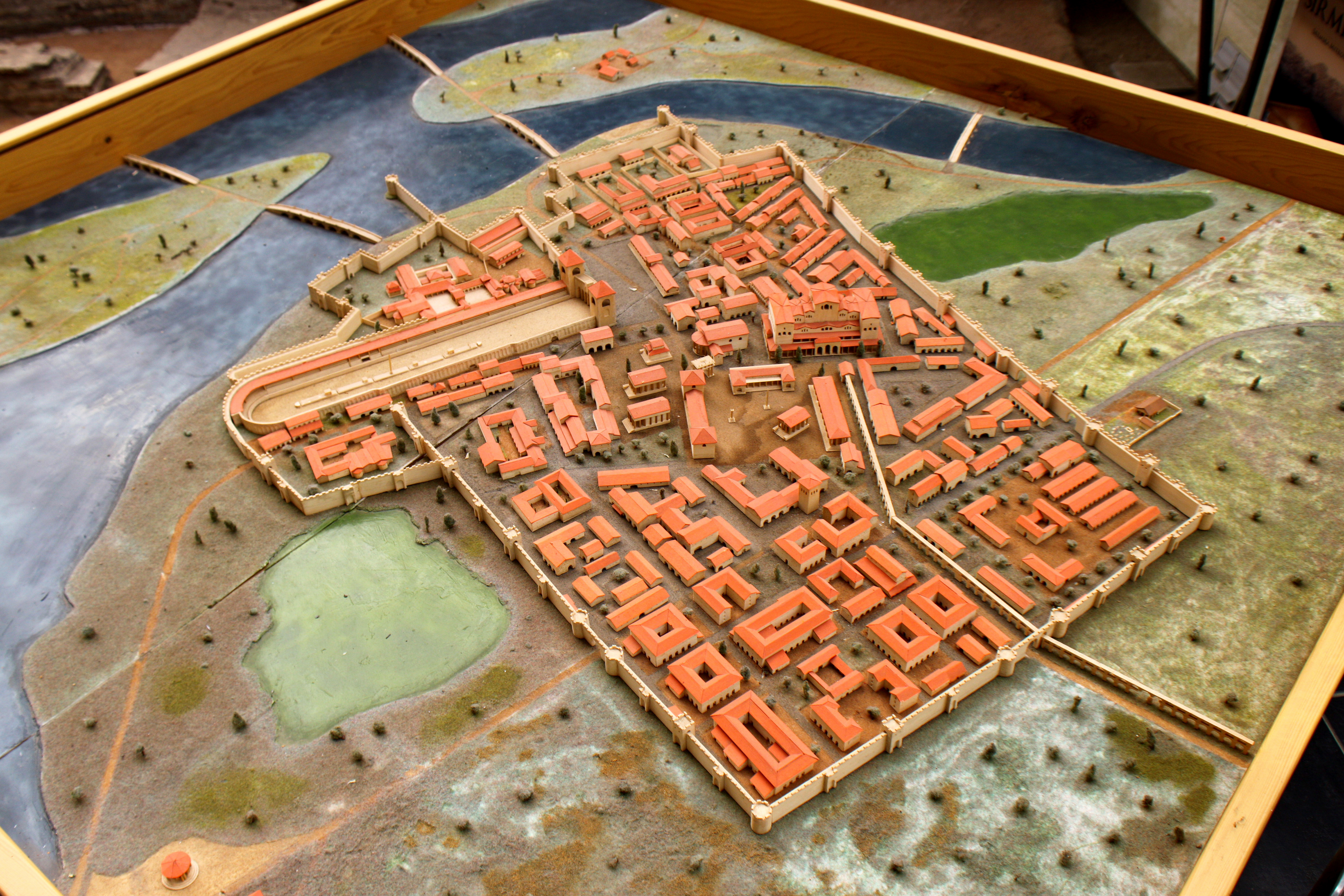
Modell von Sirmium

1960 begann ein jugoslawisch-französisches Team von Archäologen unter Leitung von Noël Duval, Đurđe Bošković und Vladislav Popović, die materiellen Zeugnisse der römischen Epoche zu erforschen und die ergrabenen Überreste der römischen Bauwerke zu sichern. In der Reihe Sirmium. Archaeological investigations in Syrmian Pannonia wurden die Forschungsergebnisse vom Archäologischen Institut in Belgrad und von der École Française in Rom publiziert. Infolge des Zerfalls der Sozialistischen Föderativen Republik Jugoslawien 1991/1992 wurden die Ausgrabungen bis auf weiteres nicht fortgeführt.